# B-Daman Fireblast
B-Daman Fireblast, conosciuta in Giappone come Cross Fight B-Daman eS (クロスファイト ビーダマンeS?, Kurosufaito Bīdaman eS), è la seconda serie anime B-Daman della saga Crossfire, sequel di B-Daman Crossfire. Si basa sul sistema di carica Emblem introdotto nella linea di giocattoli nel settembre 2012. L'anteprima andò in onda il 7 ottobre 2012 dopo la messa in onda di Metal Fight Beyblade Zero-G su TV Tokyo. L'anime si è concluso in Giappone il 23 settembre 2013.
In Italia la serie è stata trasmessa dal 1º giugno 2014 in anteprima con i primi due episodi per poi riprendere da capo dal 13 settembre dello stesso anno su K2 con 2 episodi da 22 minuti l'uno.

## Trama

I protagonisti della serie. Da sinistra verso destra: Ken Ogami, Hachisuga, Kamon Day, Samuru Shigami e Yuki Washimura

L'anime si svolge a "Crest Land". Il protagonista, Kamon Day, un undicenne vive nella zona sud di Crest Land, ed è un ragazzo energico e che ama il B-Daman. Tuttavia, ha perso tutti i suoi ricordi passati sul B-Daman e sulla sua famiglia, tranne quelli della sua sorella maggiore Aona che vive con lui. Un giorno, Kamon incontra Garuburn, un B-Daman nel suo negozio di B-Daman, "B-Junk", e trova Garuburn stranamente familiare. Garuburn diventa il suo compagno, e ritorna alla battaglia B-Daman ancora una volta. Kamon dovrà affrontare il fratello Roma, che è il Grande B-master, ipnotizzato dal B-Daman Ghillusion. Per salvarlo Kamon dovrà trovare Spike Phoenyx. Durante il suo viaggio incontrerà molti amici, ma anche vari avversari che poi si riveleranno preziosi aiutanti.

## Personaggi

### WBMA
Samuru Shigami (白銀スバル?, Shirogane Subaru)
Doppiato da: Sachi Kokuryu (ed. giapponese), Alessio Puccio (ed. italiana)
Yuki Washimura (鷲村 ユキヒデ?, Washimura Yukihide)
Doppiato da: Hiroshi Okamoto (ed. giapponese), Leonardo Graziano (ed. italiana)
Basara Kurochi (黒渕バサラ?, Kurobuchi Basara)
Doppiato da: Shinnosuke Tachibana (ed. giapponese), ? (ed. italiana)
Simon Sumiya (蠍宮シュモン?, Katsukyū Shumon)
Doppiato da: Mai Aizawa (ed. giapponese), Simone Veltroni (ed. italiana)
Novu Moru (焔ナオヤ?, Homura Naoya)
Doppiato da: Chihiro Suzuki (ed. giapponese), ? (ed. italiana)
Hugo Raidou (来堂オウガ?, Ouga Raidou)
Doppiato da: Kazuyuki Okitsu (ed. giapponese), ? (ed. italiana)
Rory Takakura (天宝院 ルリ?, Tenpōin Ruri)
Doppiata da: Yuki Kaida (ed. giapponese), ? (ed. italiana)
Saneatsu Takakura (天宝院 実篤?, Tenpōin Saneatsu)
Doppiato da: Yuzuru Fujimoto (ed. giapponese), ? (ed. italiana)
Gennosuke Shigami (白銀 弦之助?, Shirogane Gennosuke)
Doppiato da: Kenji Hamada (ed. giapponese), ? (ed. italiana)
B-Da RYU (ビーダRYU?, Bīda RYU)

### Crest Land zona sud
Kamon Day (御代 カモン?, Godai Kamon) B-master
Doppiato da: Yasuaki Takumi (ed. giapponese), Tito Marteddu (ed. italiana)
Misuru Hachisuga (蜂須賀 ミツル?, Hachisuka Mitsuru)
Doppiato da: Fumie Mizusawa (ed. giapponese), Daniele Giuliani (ed. italiana)

### Crest Land zona est
Riki Ryugasaki (龍ヶ崎カケル?, Ryūgasaki Kakeru) B-master
Doppiato da: Momoko Ohara (ed. giapponese), Leonardo Caneva (ed. italiana)

### Crest Land zona nord
Jenta Kokuji (暗黒寺ゲンタ?, Ankokuji Genta) B-master
Doppiato da: Takuma Terashima (ed. giapponese), ? (ed. italiana)

### Crest Land zona centrale
- Roma Day (御代 リョーマ?, Godai Ryōma)

Doppiato da: Tomoaki Maeno (ed. giapponese), ? (ed. italiana)

### Crest Land zona ovest
Bakuga Shira (不知火 ビャクガ?, Shiranui Byakuga) B-master
Doppiato da: Akeno Watanabe (ed. giapponese), Stefano Sperduti (ed. italiana)
Ken Ogami (拝 カゲロウ?, Hai Kagerō)
Doppiato da: Wataru Hatano (ed. giapponese), ? (ed. italiana)

### Altri umani
Aona Day (御代 アオナ?, Godai Aona)
Doppiata da: Natsumi Takamori (ed. giapponese), ? (ed. italiana)
Greg Day (御代 ゴギョウ?, Godai Gogyo)
Doppiato da: Ken Narita (ed. giapponese), Oreste Baldini (ed. italiana)
Himiko Day (御代 ヒミコ?, Godai Himiko)
Doppiata da: Ryoka Yuzuki (ed. giapponese), ? (ed. italiana)
Agente Chaos (カオス?, Kaosu)/Akari Komioji (光明寺アカリ?, Kōmiyōji Akari)
Doppiata da: Rina Satō (ed. giapponese), ? (ed. italiana)
Hagataki (ハガタキ?)
Doppiato da: ? (ed. giapponese), ? (ed. italiana)
Agente Dark (エージェントダーク?, Ējento Dāku)/Genya Kokuji (闇黒寺 ゲンヤ?, Kokuji Genya)
Doppiato da: Hideyuki Umezu (ed. giapponese), ? (ed. italiana)
Padre di Bakuga (しらぬいかいちょう?, Shiranui kaichō)
Doppiato da: ? (ed. giapponese), ? (ed. italiana)
Ryan Sunosuki (角突 リュウドウ?, Tsunotsuki Ryūdo)
Doppiato da: Kana Sagami (ed. giapponese), ? (ed. italiana)

## Colonna sonora
Sigle giapponesi
- Dream degli OUTER-TRIBE (sigla d'apertura)
- Ray of light degli OUTER-TRIBE (sigla di chiusura)

Sigla americana
- Ready Aim Fireblast! di Brett Carruthers (sigla d'apertura)

In Italia sono state utilizzate le sigle americane.